# Прапор Станично-Луганського району
Пра́пор Стани́чно-Луга́нського райо́ну — один із символів Станично-Луганського району Луганської області.

## Опис
Прапор являє собою прямокутне полотнище зі співвідношенням ширини до довжини — 2:3, що розділено по горизонталі на три рівновиликі смуги синього, жовтого та червоного кольорів. В центрі полотнища розміщено зображення герба району.